# Alabama-Territorium

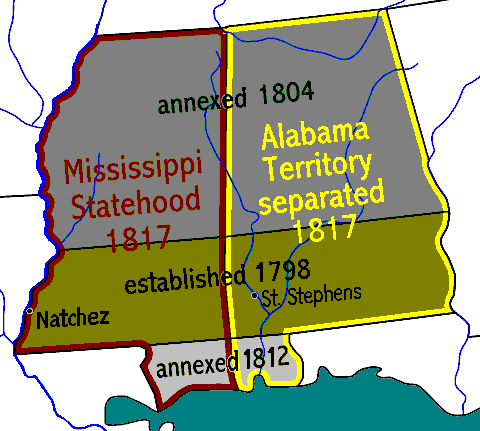
Gebiet des am 3. März 1817 geschaffenen Alabama-Territoriums

Das Alabama-Territorium war ein historisches Hoheitsgebiet der Vereinigten Staaten, das am 3. März 1817 aus dem östlichen Teil des Mississippi-Territoriums gebildet wurde, kurz bevor Mississippi ein Bundesstaat wurde.
Gut zwei Jahre nach der Gründung, am 14. Dezember 1819, wurde Alabama als 22. Bundesstaat in die Union aufgenommen.
Das Alabama-Territorium hatte während seiner gesamten Existenz nur eine Hauptstadt, St. Stephens am Tombigbee River, und mit William Wyatt Bibb nur einen Territorial-Gouverneur, der nach Aufnahme in die Union auch zum ersten Gouverneur des neuen Staates gewählt wurde.